# 基坦·杜加
基坦·杜加（法語：Gaëtan Dugas，法語國際音標：[ɡaetɑ̃ dyˈɡa]；1953年2月20日—1984年3月30日）是一名加拿大籍男同性戀者及加拿大航空的空中服務員，在確診愛滋病後他的性生活依然活躍。他曾被美國疾病控制與預防中心推斷為愛滋病從非洲傳入北美洲的零號感染源，但这一推断在之后的研究中遇到争议。2016年，美国研究人员通过最新的基因手段检测了杜加的血样，推翻了这一判断。美国疾病控制中心曾把杜加斯标记为“患者O”，因为他是“加州以外的病例”（Out-of-California）。随着时间的推移，字母O演变成了数字0，杜加斯被称为“零号患者”，被认为是美国艾滋病的来源。在一部描述美國80年代愛滋病疫情的紀錄片《世紀的哭泣》中，杜加由演員傑佛瑞·諾丁飾演。

## 愛滋病傳染採訪
1984年一份刊載於《美國醫學雜誌》關於紐約市多宗愛滋病感染個案的研究指出，愛滋病感染源頭為一名匿名的男同性戀空中服務員，流行病學者推斷這個人是杜加，認為杜加將從非洲感染得來的愛滋病病毒散播到西方的同性戀社群。
同性戀與愛滋病關注記者藍迪·席爾茲接觸杜加並將其採訪整理收錄於《世紀的哭泣》（這部著作後來被改編成同名紀錄片），書中席爾茲形容杜加具有反社會的行為，故意散播身上的愛滋病病毒、或最少不顧後果地危害性伴侶。席爾茲又形容他是相貌吸引和帥氣的性伴侶，根據杜加自己的估計每年平均與一百個性伴侶發生關係，並表示自1972年活躍於同志社群起就有超過2,500名性伴侶橫跨北美洲。他在1980年6月驗出得了由愛滋病毒併發的卡波西氏肉瘤，並被警告這是由性接觸而傳播，但杜加沒有停止缺乏保護措施的性行為，認為這是他自己的身體，他有權做他想做的事，有時候他會在交歡後告知性伴侶自己患了「同志癌」（Gay Cancer，卡波西氏肉瘤的俗稱）及他們都會被傳染而早晚因此死亡。1984年3月杜加死於魁北克市，死因是愛滋病併發的腎功能衰竭。

## 零號感染源分析與反駁
零號感染源一詞是杜加死亡同期、由美國疾病控制與預防中心的研究提出，研究人員追查在加利福尼亞州、紐約州和其他州份的男同志性交社群時，杜加被查出是其中的中心人物而給予他的代號。對愛滋病病毒的基因測試為零號感染源的假說提供了一些支持數據，杜加現已被確認為一個男同志類別：經常穿梭不同地點、性行為非常活躍及於愛滋病疫情爆發的早期便因此病早逝。
不過亦有人對零號感染源一說提出質疑或存保留意見，1988年Andrew R. Moss就發表了反對意見。2007年11月另一篇發表於《美國國家科學院院刊》的文章駁斥零號感染源假說，並指出愛滋病於1966年從非洲傳播到海地，再由海地於1969年傳到美國。Robert R.則確認在北美洲最早有文獻記載的愛滋病症狀患者是死於1969年，報告指該名患者在1966年已經顯示出有愛滋病的徵狀。
2016年，美国亚利桑那大学研究人员在《自然》上发文，称已通过基因手段检测了杜加生前保留的血样，并与1970年代其他艾滋病患者血样相结合，确定杜加并非北美洲艾滋病的最初传染源。他们还发现杜加最初被称作“零号传染源”仅是为了研究方便，之后被公众和媒体误解。研究人员发现在美国大規模流行的HIV毒株最早於1967年左右自扎伊尔（今刚果民主共和国）传入海地，在1971年左右传到纽约，之后在1976年左右已经传至旧金山。检测证实杜加血样中的毒株在他之前已经感染了纽约的患者，證明艾滋病毒此前已进入北美。他仅仅是普通的艾滋病毒感染者之一，并非北美艾滋病的传染源头。

## 外部連結
- GayHalifax （页面存档备份，存于）
- 在Find a Grave上的基坦·杜加